# Per-Egil Flo
Per-Egil Hough Flo (Stryn, 18 januari 1989) is een Noors voetballer die doorgaans speelt als linksback. In mei 2021 verruilde hij Lausanne-Sport voor Sogndal. Flo maakte in 2014 zijn debuut in het Noors voetbalelftal. Hij is het neefje van oud-voetballers Jostein Flo en Tore André Flo.

## Clubcarrière
Flo speelde in de jeugd van Stryn IL in zijn geboorteplaats. In 2006 maakte hij de overstap naar Sogndal, waar hij in het eerste elftal terechtkwam. Vanaf 2009 kreeg de linkervleugelverdediger steeds meer een vaste rol in het team. Eind 2010 veroverde Sogndal de titel in de 1. divisjon, waardoor de club promoveerde naar de Eliteserien. In de zomer van 2013 maakte Flo de overstap naar Molde FK. Vrijwel direct wist de back ook bij zijn nieuwe club veel minuten te maken. Hij kroonde zich in 2014 met Molde tot Noors landskampioen. In januari 2017 verkaste Flo naar Slavia Praag, waar hij zijn handtekening zette onder een verbintenis voor de duur van tweeënhalf jaar. Anderhalf seizoen later maakte de Noors international de overstap naar Lausanne-Sport. In mei 2021 keerde Flo transfervrij terug naar zijn oude club Sogndal.

## Clubstatistieken
| Seizoen | Club           | Competitie       | Competitie | Competitie | Beker | Beker | Internationaal | Internationaal | Totaal | Totaal |
| Seizoen | Club           | Competitie       | Wed.       | Dlp.       | Wed.  | Dlp.  | Wed.           | Dlp.           | Wed.   | Dlp.   |
| ------- | -------------- | ---------------- | ---------- | ---------- | ----- | ----- | -------------- | -------------- | ------ | ------ |
| 2006    | Sogndal        | 1. divisjon      | 15         | 0          | 0     | 0     | —              | —              | 15     | 0      |
| 2007    | Sogndal        | 1. divisjon      | 12         | 0          | 0     | 0     | —              | —              | 12     | 0      |
| 2008    | Sogndal        | 1. divisjon      | 29         | 3          | 1     | 0     | —              | —              | 30     | 3      |
| 2009    | Sogndal        | 1. divisjon      | 28         | 1          | 1     | 0     | —              | —              | 29     | 1      |
| 2010    | Sogndal        | 1. divisjon      | 28         | 2          | 4     | 0     | —              | —              | 32     | 2      |
| 2011    | Sogndal        | Eliteserien      | 29         | 0          | 3     | 1     | —              | —              | 32     | 1      |
| 2012    | Sogndal        | Eliteserien      | 16         | 0          | 0     | 0     | —              | —              | 16     | 0      |
| 2013    | Sogndal        | Eliteserien      | 11         | 0          | 3     | 0     | —              | —              | 14     | 0      |
| 2013    | Molde FK       | Eliteserien      | 8          | 0          | 1     | 0     | 0              | 0              | 9      | 0      |
| 2014    | Molde FK       | Eliteserien      | 24         | 1          | 4     | 1     | 4              | 0              | 32     | 2      |
| 2015    | Molde FK       | Eliteserien      | 25         | 3          | 2     | 0     | 6              | 0              | 33     | 3      |
| 2016    | Molde FK       | Eliteserien      | 21         | 2          | 1     | 0     | 2              | 0              | 24     | 2      |
| 2016/17 | Slavia Praag   | Česká liga       | 11         | 0          | 1     | 0     | 0              | 0              | 12     | 0      |
| 2017/18 | Slavia Praag   | Česká liga       | 2          | 0          | 3     | 1     | 0              | 0              | 5      | 1      |
| 2018/19 | Lausanne-Sport | Challenge League | 32         | 0          | 1     | 0     | —              | —              | 33     | 0      |
| 2019/20 | Lausanne-Sport | Challenge League | 30         | 2          | 2     | 0     | —              | —              | 32     | 2      |
| 2020/21 | Lausanne-Sport | Super League     | 31         | 2          | 1     | 0     | —              | —              | 32     | 2      |
| 2021    | Sogndal        | 1. divisjon      | 29         | 3          | 0     | 0     | —              | —              | 29     | 3      |
| 2022    | Sogndal        | 1. divisjon      | 18         | 0          | 0     | 0     | —              | —              | 18     | 0      |
| 2023    | Sogndal        | 1. divisjon      | 24         | 1          | 2     | 1     | —              | —              | 26     | 2      |
| 2024    | Sogndal        | 1. divisjon      | 19         | 2          | 1     | 0     | —              | —              | 20     | 2      |
| Totaal  | Totaal         | Totaal           | 442        | 22         | 31    | 4     | 12             | 0              | 485    | 26     |

Bijgewerkt op 13 november 2024.

## Interlandcarrière
Flo maakte zijn debuut in het Noors voetbalelftal op 27 augustus 2014, toen met 0–0 gelijkgespeeld werd tegen de Verenigde Arabische Emiraten. De verdediger mocht van bondscoach Per-Mathias Høgmo in de basis starten en dertien minuten na de rust werd hij vervangen door mededebutant Thomas Grøgaard. De andere debutanten dit duel waren Fredrik Ulvestad (Aalesunds), Martin Ødegaard (Strømsgodset), Fredrik Brustad (Stabæk) en Fredrik Gulbrandsen (eveneens Molde). Hierna speelde Flo in 2014 nog drie interlands, die allen verloren gingen.
| Interlands van Per-Egil Flo voor Noorwegen | Interlands van Per-Egil Flo voor Noorwegen | Interlands van Per-Egil Flo voor Noorwegen | Interlands van Per-Egil Flo voor Noorwegen | Interlands van Per-Egil Flo voor Noorwegen | Interlands van Per-Egil Flo voor Noorwegen | Interlands van Per-Egil Flo voor Noorwegen |
| №                                          | Datum                                      | Wedstrijd                                  | Uitslag                                    | Competitie                                 | Goals                                      |                                            |
| Als speler bij Molde FK                    | Als speler bij Molde FK                    | Als speler bij Molde FK                    | Als speler bij Molde FK                    | Als speler bij Molde FK                    | Als speler bij Molde FK                    | Als speler bij Molde FK                    |
| ------------------------------------------ | ------------------------------------------ | ------------------------------------------ | ------------------------------------------ | ------------------------------------------ | ------------------------------------------ | ------------------------------------------ |
| 1                                          | 27 augustus 2014                           | Noorwegen – Verenigde Arabische Emiraten   | 0 – 0                                      | Vriendschappelijk                          |                                            |                                            |
| 2                                          | 3 september 2014                           | Engeland – Noorwegen                       | 1 – 0                                      | Vriendschappelijk                          |                                            |                                            |
| 3                                          | 9 september 2014                           | Noorwegen – Italië                         | 0 – 2                                      | EK 2016 kwalificatie                       |                                            |                                            |
| 4                                          | 12 november 2014                           | Noorwegen – Estland                        | 0 – 1                                      | Vriendschappelijk                          |                                            |                                            |
| Als speler bij Slavia Praag                |                                            |                                            |                                            |                                            |                                            |                                            |
| 5                                          | 13 juni 2017                               | Noorwegen – Zweden                         | 1 – 1                                      | Vriendschappelijk                          |                                            |                                            |

Bijgewerkt op 13 november 2024.

## Erelijst
| Competitie       |         |            |         |         |
| Competitie       | Aantal  | Jaren      |         |         |
| Sogndal          | Sogndal | Sogndal    | Sogndal | Sogndal |
| ---------------- | ------- | ---------- | ------- | ------- |
| 1. divisjon      | 1       | 2010       |         |         |
| Molde FK         |         |            |         |         |
| Eliteserien      | 1       | 2014       |         |         |
| NM Cupen         | 2       | 2013, 2014 |         |         |
| Slavia Praag     |         |            |         |         |
| Česká liga       | 1       | 2016/17    |         |         |
| Pohár FAČR       | 1       | 2017/18    |         |         |
| Lausanne-Sport   |         |            |         |         |
| Challenge League | 1       | 2019/20    |         |         |